# Hospital General de Segovia
El Hospital General de Segovia es el centro hospitalario principal de la provincia, ubicado en su capital homónima. Fue inaugurado por Licinio de la Fuente el 20 de noviembre de 1974. Es la instalación principal del Complejo Asistencial de Segovia.

## Historia
Aunque la creación del Complejo Asistencial de Segovia tiene lugar en 1942 con la aprobación de la construcción de la Clínica 18 de Julio, posterior Hospital Policlínico que estuvo en actividad entre el 9 de febrero de 1948 y activo hasta 2008, no sería hasta el 20 de noviembre de 1974 cuando el ministro Licinio de la Fuente inauguraría este nuevo hospital.
El hospital se construyó en la zona conocida como Las Lastras, en la antigua N-110 junto a la Ermita de la Piedad, a las afueras de la ciudad con el nombre de Residencia Sanitaria de la Seguridad Social Licinio de la Fuente perteneciendo en su comienzo al Instituto Nacional de Previsión, posteriormente a Insalud y en la actualidad ha sido trasferido a Sacyl.
Entre febrero de 2000 y 2003 finalizaron distintas obras de ampliación, siendo reinaugurado por el presidente autonómico Juan Vicente Herrera el 1 de marzo de 2007.
El 30 de enero de 2025 la Junta de Castilla y León otorgó al hospital la consideración de "universitario" durante las obras de ampliación actualmente en curso, reforzando así su carácter docente.

## Servicios
El hospital de Segovia cuenta con los siguientes servicios:
1. Admisión - documentación clínica
2. Alergología
3. Análisis clínicos
4. Anatomía patológica
5. Anestesia y reanimación
6. Aparato digestivo
7. Atención al usuario (SAU)
8. Bioquímica clínica
9. Cardiología
10. Cirugía general
11. Citaciones
12. Cuidados Paliativos
13. Dermatología medicoquirúrgica
14. Endocrinología y nutrición
15. Farmacia hospitalaria
16. Geriatría
17. Hematología y hemoterapia
18. Inmunología
19. Medicina del trabajo
20. Medicina intensiva
21. Medicina interna
22. Medicina preventiva y salud pública
23. Microbiología y Parasitología
24. Nefrología
25. Neumología
26. Neurofisiología clínica
27. Neurología
28. Obstetricia y ginecología
29. Oftalmología
30. Oncología médica
31. Otorrinolaringología
32. Pediatría
33. Radiodiagnóstico
34. Rehabilitación
35. Reumatología
36. Urgencias
37. Urología

Es el hospital de referencia en toda la provincia.

## Localización
El hospital está situado llegando al límite del núcleo urbano, en las estribaciones del Barrio de San Millán.

### Medios de transporte
El hospital está conectado con el centro de la ciudad a través de varias líneas de autobuses:

#### Urbanos
- Línea 4 Carretera de Soria - Hospital General
- Línea 6 Puente de Hierro - Paseo del Salón

#### Metropolitanos
- Línea M1 Segovia - Casino La Unión - Hontanares de Eresma - Los Huertos - Valseca - Encinillas
- Línea M2 Segovia - Polígono Industrial Nicomedes García - Casino La Unión - Valverde del Majano - Abades - Martín Miguel - Garcillán
- Línea M7 Segovia - Tabanera del Monte - Palazuelos de Eresma